# بوکوویک (نووا واروش)
بوکوویک (به صربی: Bukovik) یک روستا در صربستان است که در نووا واروش واقع شده‌است. بوکوویک ۳۱۱ نفر جمعیت دارد.